# San Lorenzo Texmelúcan
San Lorenzo Texmelúcan är en kommun i Mexiko.   Den ligger i delstaten Oaxaca, i den sydöstra delen av landet, 400 km sydost om huvudstaden Mexico City.
Följande samhällen finns i San Lorenzo Texmelúcan:
- El Arador
- El Palo de Lima
- Río de Talea
- Barrio de Totopostle
- Río Nube
- San José
- Naranjales
- Ciénega del Río
- La Calandria
- Río Limar
- Los Sabinos